# Wladimir Garotinho
Wladimir Barros Assed Matheus de Oliveira, conhecido como Wladimir Garotinho (Campos dos Goytacazes, 10 de janeiro de 1985), é um empresário e político brasileiro, filiado ao Progressistas (PP). É o atual prefeito de Campos dos Goytacazes.
É filho dos ex-governadores do Rio de Janeiro, Anthony e Rosinha Garotinho, e irmão da ex-deputada Clarissa Garotinho.

## Carreira política
Nas eleições de 2018, foi eleito deputado federal pelo estado do Rio de Janeiro, pelo PRP. Na ocasião, Wladimir foi o candidato a deputado federal a obter mais votos em sua cidade natal, Campos dos Goytacazes. Com a extinção de seu partido, absorvido pelo Patriota, migrou para o PSD. Posteriormente, lançou-se candidato à prefeitura de Campos pelo partido e foi eleito no segundo turno com 52,4% dos votos que representam 121.174 votos validos. Sua vitória nas urnas, no entanto, foi confirmada apenas em 10 de dezembro do mesmo ano, após o plenário do TSE deferir por unanimidade um recurso apresentado após a chapa ser impugnada pelo TRE-RJ devido a um processo relacionado ao vice, Frederico Paes. A eleição 